# Ilja Nikulin
Ilja Vladimirovič Nikulin (rusky Илья Владимирович Никулин; * 12. března 1982, Moskva, Sovětský svaz) je ruský hokejový obránce hrající v KHL za Ak Bars Kazaň.
S ruskou hokejovou reprezentací se stal třikrát mistrem světa. Je též vítězem dvojnásobným vítězem Gagarinova poháru.